# Демария, Аттилио
Атти́лио (Ати́лио) Хосе́ Демари́я (исп. Attilio José Demaría/итал. Attilio José Demaria; 19 марта 1909, Буэнос-Айрес — 11 ноября 1990, Аэдо) — аргентинский и итальянский футболист, нападающий. Чемпион мира 1934 года.

## Карьера
Аттилио Демария начал карьеру в клубе «Эстудиантиль Портеньо». В 1930 году он поехал в составе сборной Аргентины на первый чемпионат мира в Уругвай, на котором провёл 1 матч 19 июля с Мексикой. После чемпионата мира Демария перешёл в клуб «Химнасия и Эсгрима», во время игры за которую ещё дважды выходил на поле в футболке национальной команды, а последнюю игру за сборную Аргентины Демария провёл против сборной Парагвая в 1931 году.
В 1932 году Демария перешёл в итальянский клуб «Амброзиана», в первый год игры Демарии в клубе «Интер» занял лишь 6-е место, но затем клуб стал прогрессировать и три года подряд занимал 2-е место в чемпионате Италии, вслед за чрезвычайно сильным в те годы «Ювентусом». В 1933 году клуб достиг финала Кубка Митропы, в котором проиграл «Аустрии», во многом благодаря гениальному форварду австрийцев Маттиасу Синделару, забившему во втором матче три мяча.
Итальянское происхождение Демарии позволило ему получить в 1932 году итальянское гражданство, и в том же году он дебютировал в составе сборной Италии, 27 ноября в игре против Венгрии, которая завершилась со счётом 4:2. В 1934 году Демария вместе с итальянской сборной отправился на домашний для Италии чемпионат мира, там он сыграл один матч в переигровке четвертьфинала с Испанией и стал с командой чемпионом мира. А в 1935 году Демария стал чемпионом Центральной Европы благодаря трём матчам, сыгранным ещё в 1933 году.
В 1936 году, как и множество игравших в Италии аргентинцев, Демария вернулся на родину, боясь призыва в армию, организованного в связи итало-эфиопской войной; в 1938 году вернулся в Милан и снова выступал за «Амброзиану», в которой он победил в Кубке Италии в 1939 году и чемпионате Италии в 1940-м. Вернулся Демария и в сборную Италии, в апреле 1940 года проведя последний матч в футболке скуадры адзурры против Румынии. 11 апреля 1943 года Демария провёл последний матч за «Интер», в котором чёрно-синяя команда проиграла «Виченце» 1:2. Всего за «Интер» Демария провёл 295 матчей и забил 86 мячей.
Затем он в 1944 году играл за клуб «Новара», а после окончания войны играл за «Леньяно» и действовал в роли играющего тренера в клубе «Козенца».

## Статистика выступлений в Италии
| Сезон   | Клуб       | Лига      | Чемпионат | Чемпионат | Кубок | Кубок | Еврокубки | Еврокубки |
| Сезон   | Клуб       | Лига      | Игры      | Голы      | Игры  | Голы  | Игры      | Голы      |
| ------- | ---------- | --------- | --------- | --------- | ----- | ----- | --------- | --------- |
| 1931/32 | Амброзиана | Серия А   | 32        | 8         | 0     | 0     | 0         | 0         |
| 1932/33 | Амброзиана | Серия А   | 30        | 13        | 0     | 0     | 13        | 6         |
| 1933/34 | Амброзиана | Серия А   | 34        | 12        | 0     | 0     | 2         | 0         |
| 1934/35 | Амброзиана | Серия А   | 30        | 10        | 0     | 0     | 2         | 1         |
| 1934/35 | Амброзиана | Серия А   | 30        | 10        | 0     | 0     | 2         | 1         |
| 1935/36 | Амброзиана | Серия А   | 29        | 7         | 2     | 1     | 5         | 2         |
| 1938/39 | Амброзиана | Серия А   | 23        | 3         | 4     | 0     | 0         | 0         |
| 1939/40 | Амброзиана | Серия А   | 29        | 12        | 1     | 0     | 2         | 1         |
| 1940/41 | Амброзиана | Серия А   | 29        | 6         | 1     | 0     | 0         | 0         |
| 1941/42 | Амброзиана | Серия А   | 22        | 3         | 1     | 1     | 0         | 0         |
| 1942/43 | Амброзиана | Серия А   | 10        | 2         | 1     | 0     | 0         | 0         |
| 1944    | Новара     | Серия В   | 15        | 2         | 0     | 0     | 0         | 0         |
| 1945/46 | Леньяно    | Серия В/С | 16        | 5         | 0     | 0     | 0         | 0         |
| 1946/47 | Козенца    | Серия В   | 31        | 0         | 0     | 0     | 0         | 0         |
| 1947/48 | Козенца    | Серия В   | 13        | 0         | 0     | 0     | 0         | 0         |

## Достижения
- Чемпион мира: 1934
- Чемпион Центральной Европы: 1935
- Обладатель Кубка Италии: 1939
- Чемпион Италии: 1940